# トットノット区
トットノット区（トットノットく、ベトナム語：Quận Thốt Nốt / 郡禿衂）は、ベトナム社会主義共和国のカントー市に存在する区 (郡)。面積は118 km²、人口は171,205人（2018年）である。

## 行政
トットノット区は9の坊を管轄している。
- トットノット（Thốt Nốt / 禿衂）
- タンフン（Tân Hưng / 新興）
- タンロック（Tân Lộc / 新祿）
- タインホア（Thạnh Hoà / 盛和）
- トイトゥアン（Thới Thuận / 泰順）
- トゥアンアン（Thuận An / 順安）
- トゥアンフン（Thuận Hưng / 順興）
- チュンキエン（Trung Kiên / 中堅）
- チュンニュット（Trung Nhứt / 中一）